# 新

新

新（しん、8年 - 23年）は、中国の王朝。前漢の外戚であった王莽が前漢最後の皇太子の孺子嬰より禅譲を受けて立てた。国号の「新」は、成帝の時期に王莽が新都侯に封じられたことに由来する。莽新とも呼ばれる。

## 概要
周の時代を理想とした政策を行なったが、その理想主義・復古主義的な政策は当時の実情に合っておらず、国内は混乱した。
また、匈奴や高句麗に対して高圧的な態度を取ったためにこれらの離反を招くなど、その統治は失敗に終わり、国内には不満をもつものが多くなった。
具体的な政策としては、古代の名称に合わせた地名や役職名の頻繁な改名、井田制の導入による小作農民のための農地の国有化、奴隷売買の禁止、高利貸しに対し、国家による安い金利での融資などを行った。これについては地主や高利貸し等から反発があった。
貨幣制度改革は復古主義的なものであり、五銖銭を廃止し、金銀貨に加えて布貨（鍬の形の銅貨）や貝貨・亀貨などを導入する。この幣制改革によって制度が複雑になったため経済が混乱し、私銭鋳造を認めるまでになった。財政面では塩と鉄と酒の専売制の強化に依拠し、この面での民衆の負担を増やした。
また、諸侯王を公に、冊封国王を侯に格下げしたことで、後者の諸国は反発し冊封から離脱する。これに対して新朝は懲罰戦争を起こし、匈奴には30万人、西南の句町国には20万人の兵を派遣し、後者では6・7割が餓死・疫病で死んだとされる。
やがて、赤眉・緑林の乱が起こり、更始帝の軍により長安を落とされて王莽は殺され、1代限りで滅んだ。

## 官制
『漢書』王莽伝中による。

### 中央官
| 官名       | 旧称     | 備考                                   |
| ---------- | -------- | -------------------------------------- |
| 太師       | -        | 四輔の一つ。                           |
| 太傅       | 太傅     | 四輔の一つ。                           |
| 国師       | -        | 四輔の一つ。                           |
| 国将       | -        | 四輔の一つ。                           |
| 大司馬     | 大司馬   | 三公の一つ。                           |
| 大司徒     | 大司徒   | 三公 の一つ。                          |
| 大司空     | 大司空   | 三公の一つ。                           |
| 大司馬司允 | -        | 九卿の一つ。新設の官で、大司馬の司卿。 |
| 大司徒司直 | -        | 九卿の一つ。新設の官で、大司徒の司卿。 |
| 大司空司若 | -        | 九卿の一つ。新設の官で、大司空の司卿。 |
| 羲和 →納言 | 大司農   | 九卿の一つ。                           |
| 作士       | 大理     | 九卿の一つ。                           |
| 秩宗       | 太常     | 九卿の一つ。                           |
| 典楽       | 大鴻臚   | 九卿の一つ。                           |
| 共工       | 少府     | 九卿の一つ。                           |
| 予虞       | 水衡都尉 | 九卿の一つ。                           |
| 司中       | 光禄勲   | 六監の一つ。                           |
| 太御       | 太僕     | 六監の一つ。                           |
| 太衛       | 衛尉     | 六監の一つ。                           |
| 奮武       | 執金吾   | 六監の一つ。                           |
| 軍正       | 中尉     | 六監の一つ。                           |
| 大贅官     | -        | 六監の一つ。新設の官。                 |
| 執法       | 御史     |                                        |
| 王路四門   | 公車司馬 | 前漢では衛尉の属官。                   |

### 地方官
| 官名 | 旧称      | 備考 |
| ---- | --------- | ---- |
| 州牧 | 州牧      |      |
| 大尹 | 太守      |      |
| 太尉 | 都尉      |      |
| 県宰 | 県令/県長 |      |

### 等級
| 名称   | 秩       |
| ------ | -------- |
| 卿     | 中二千石 |
| 上大夫 | 二千石   |
| 中大夫 | 比二千石 |
| 下大夫 | 千石     |
| 元士   | 六百石   |
| 命士   | 五百石   |
| 中士   | 四百石   |
| 下士   | 三百石   |
| 庶士   | 百石     |

## 都城
前漢の都であった長安を引き続き都としたが、名は「常安」に改められた。
| 名称   | 旧称   | 備考 |
| ------ | ------ | ---- |
| 常楽室 | 長楽宮 |      |
| 寿成室 | 未央宮 |      |
| 王路堂 | 前殿   |      |

## 皇帝
| 代 | 姓名 | 在位       | 元号                                          |
| -- | ---- | ---------- | --------------------------------------------- |
| 1  | 王莽 | 8年 - 23年 | 始建国 9年-13年 天鳳 14年-19年 地皇 20年-23年 |